# Yushan, Fuding
Yushan (kinesiska: 嵛山) är en köping i sydöstra Kina. Den ligger i Fuding i staden Ningde i provinsen Fujian, omkring 140 kilometer nordost om provinshuvudstaden Fuzhou. Antalet invånare är 3 463. Befolkningen består av 1 682 kvinnor och 1 781 män. Barn under 15 år utgör 14,0 %, vuxna 15-64 år 74 %, och äldre över 65 år 10,0 %.